# Donderberg (Rhenen)

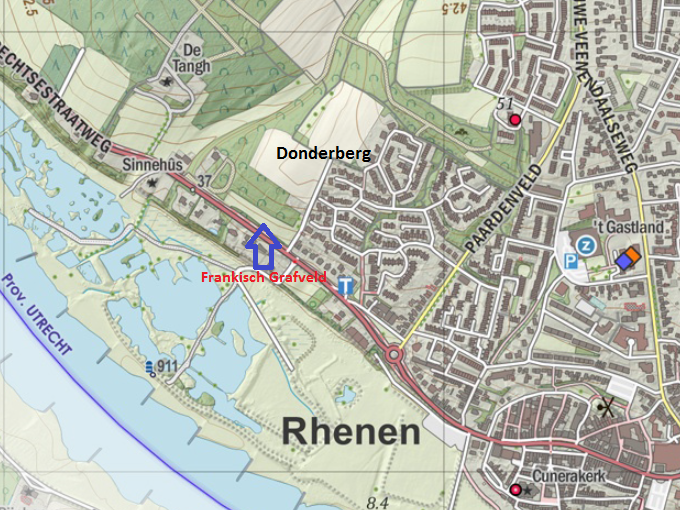
Positie Frankisch grafveld

De Donderberg is een heuvel in de gemeente Rhenen in de Nederlandse provincie Utrecht. De heuvel ligt ten westen van Rhenen en ten noorden van de Utrechtsestraatweg (N225). De Donderberg maakt deel uit van de stuwwal Utrechtse Heuvelrug.
Ten noordoosten van de Donderberg ligt de Koerheuvel met daarop een watertoren gebouwd. Ten noorden van de heuvel ligt de Thymse Berg in het bosgebied de Lijster eng.
De Donderberg heeft een hoogte van ongeveer 35 meter.

## Geschiedenis
Heuvels met de naam Donderberg zouden vroeger gewijd zijn geweest aan Donar, zoals ook deze heuvel bij Rhenen.
In december 1950 werden bij werkzaamheden aan de weg van Rhenen naar Elst enkele graven gevonden. Bij archeologische opgravingen in 1951 – en opnieuw in 1995 – bleken deze onderdeel te zijn van een groot vroegmiddeleeuws (Merovingisch) grafveld, een van de grootste en rijkste in Nederland. Het grafveld bevatte ca. 1100 graven (waarvan ca. 300 crematiegraven; daarnaast 14 paardengraven) daterend uit de periode 375 tot 750 na Chr. Circa 75% van de graven bevatten grafgiften, voornamelijk wapens, riemgespen en ander riembeslag, broches (fibulae) en andere sieraden, munten en glazen kralen. De rijkere graven waren waarschijnlijk van een lokale elite, waarover verder niets bekend is. De belangrijkste vondsten bevinden zich in de collectie van het Rijksmuseum van Oudheden in Leiden.

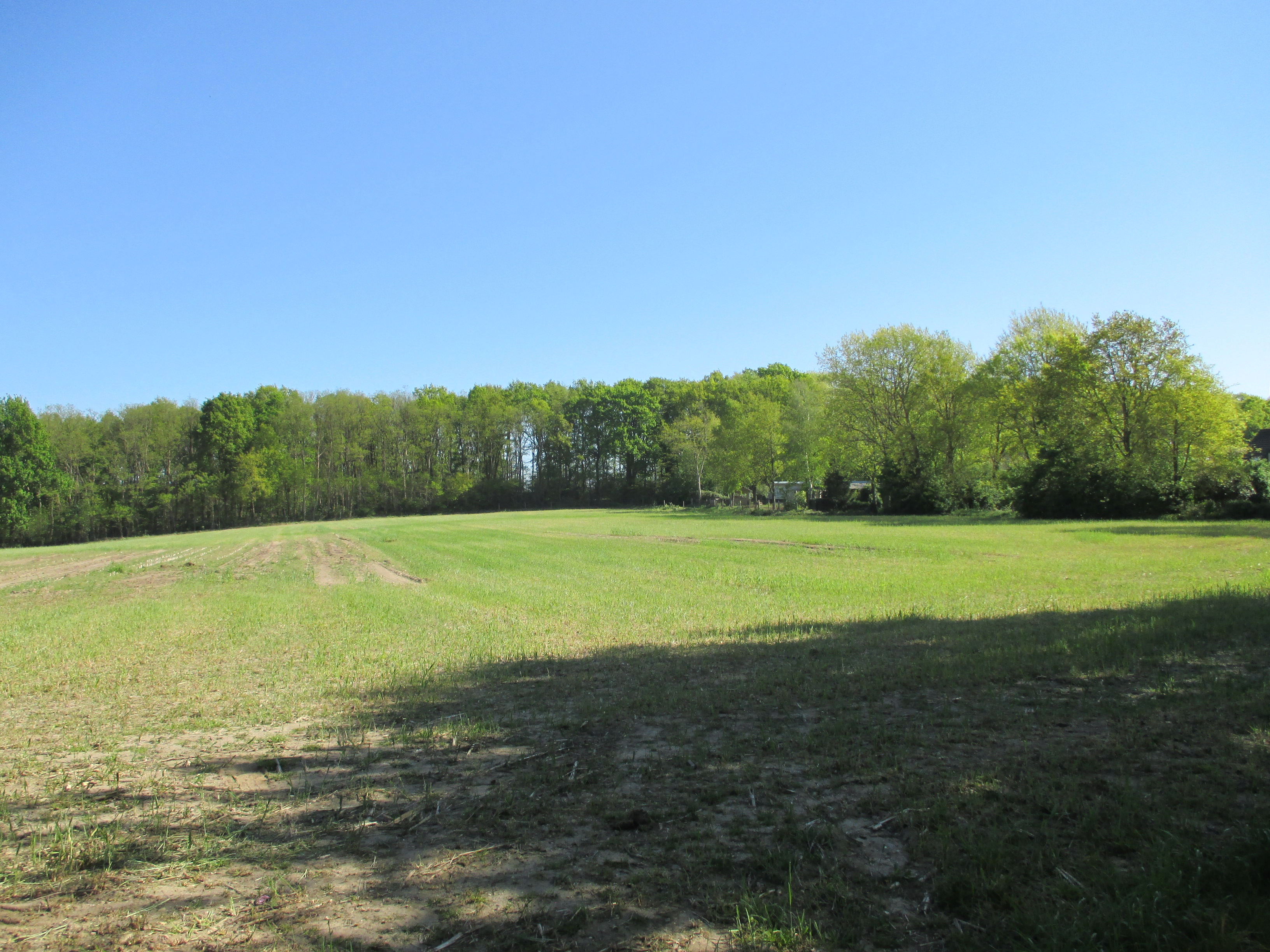
Zuidflank, kijkrichting noordoosten.
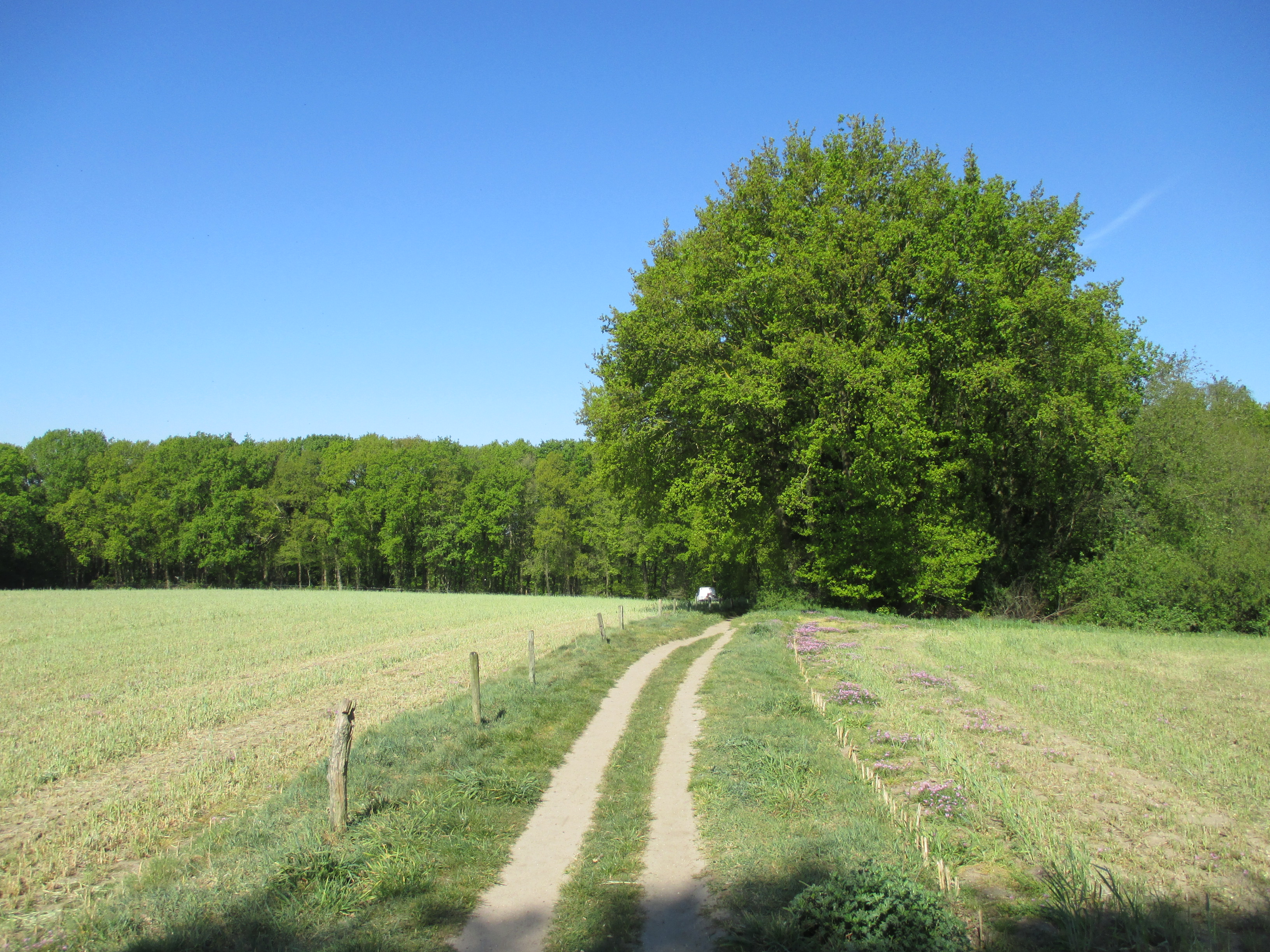
Zuidflank, kijkrichting westen.